# 나의 멋진 친구들
《나의 멋진 친구들》(스웨덴어: Hur många lingon finns det i världen?)은 2011년 공개된 스웨덴의 코미디 영화이다.

## 출연

### 주연
- 스베리르 구드나손
- 바나 로즈버그

### 조연
- 매츠 멜린
- 테레지아 비다르손
- 보스 외스틀린
- 마리 로베르트손
- 클라스 맘베르크
- 세실리아 포르스
- 칼레 웨스테르달
- 대그 맘베르크
- 비욘 벵츠손

## 기타
- 공동제작: 피터 크로페닌
- 음향: 알렉산더 카쉬코프
- 미술: 마들렌 룬드버그